# موش‌صاریغ دم‌چاق برازنده
موش‌صاریغ دم‌چاق برازنده (نام علمی: Thylamys elegans) نام یک گونه از سرده موش‌صاریغ‌های دم-چاق است.